# Estação Itaquera
A Estação Itaquera foi uma estação ferroviária, que serviu à Linha E–Laranja do Trem Metropolitano de São Paulo, localizada no município de São Paulo.

## História

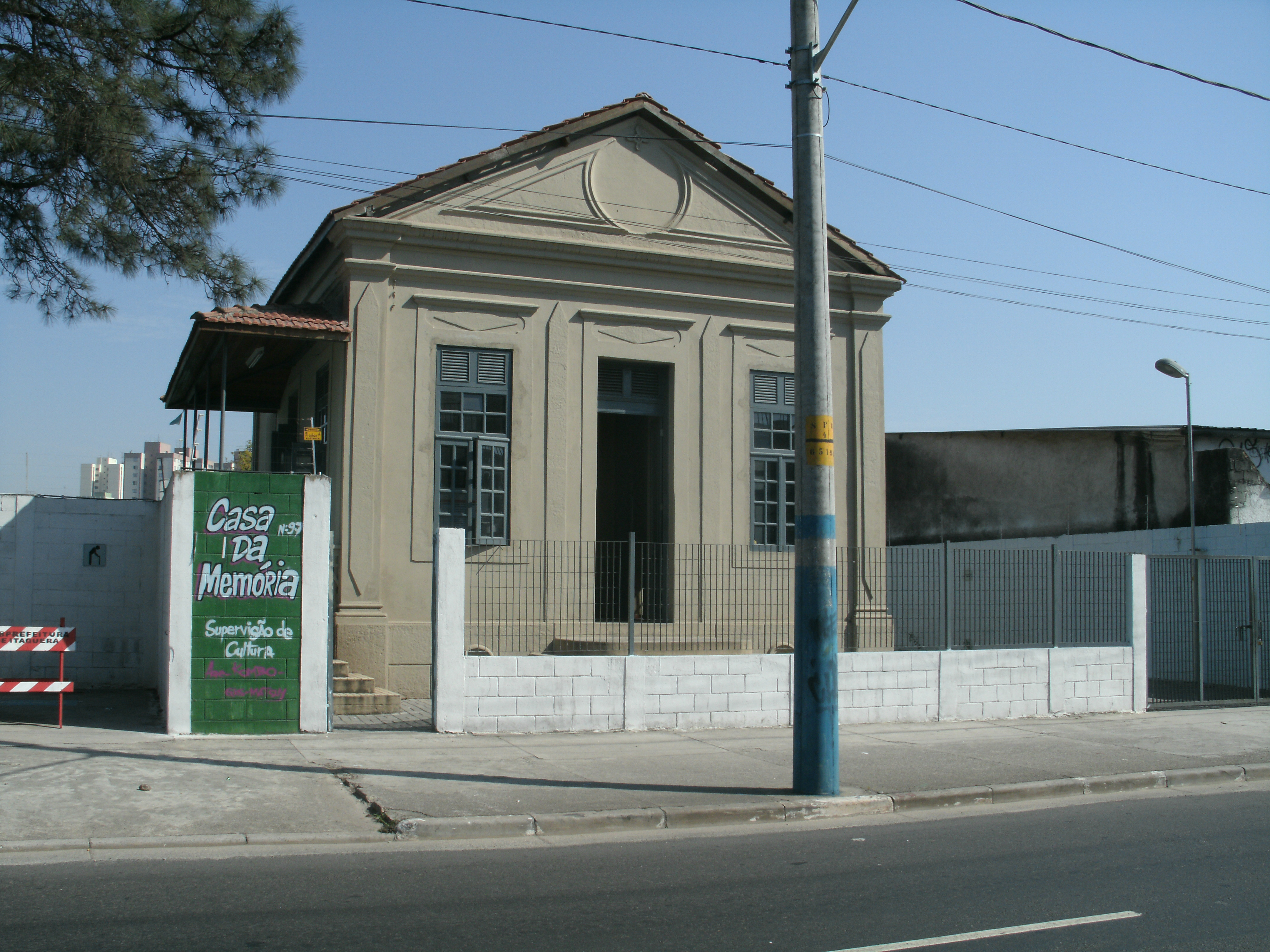
Casa do chefe da estação, única construção remanescente da antiga estação Itaquera, é atualmente sede do Centro Cultural Casa da Memória de Itaquera.

A estação foi inaugurada pela Estrada de Ferro do Norte em 6 de novembro de 1875, com o nome de São Miguel, por ser essa a vila mais próxima na época. Antes de 1909 já havia sido renomeada para Itaquera.
Foram feitas reformas em 1930, 1960 e 1964, quando foi colocada a terceira via. Em 1998 foi feita outra reforma. A estação foi desativada em 27 de maio de 2000, quando foi inaugurado o Expresso Leste. Em 4 de junho de 2004, a estação foi demolida para dar lugar à extensão da Radial Leste.
O local foi palco do acidente ferroviário de Itaquera, um dos maiores acidentes ferroviários do Brasil. O choque entre os dois trens foi um dos acidentes ferroviários com maior número de vítimas fatais do Brasil.
Apesar da estação ter sido demolida, a casa do chefe da estação permaneceu de pé e, atualmente, é ocupada pelo Centro Cultural Casa da Memória de Itaquera.

## Tabelas
| Estação  | Inauguração           | Fechamento         | Demolição          | Plataforma | Posição    |
| -------- | --------------------- | ------------------ | ------------------ | ---------- | ---------- |
| Itaquera | 6 de novembro de 1875 | 27 de maio de 2000 | 4 de junho de 2004 | Lateral    | Superfície |